# Liphistius tempurung
Liphistius tempurung är en spindelart som beskrevs av Norman I. Platnick 1997. Liphistius tempurung ingår i släktet Liphistius och familjen ledspindlar. Inga underarter finns listade i Catalogue of Life.